# Viticulture au Liban

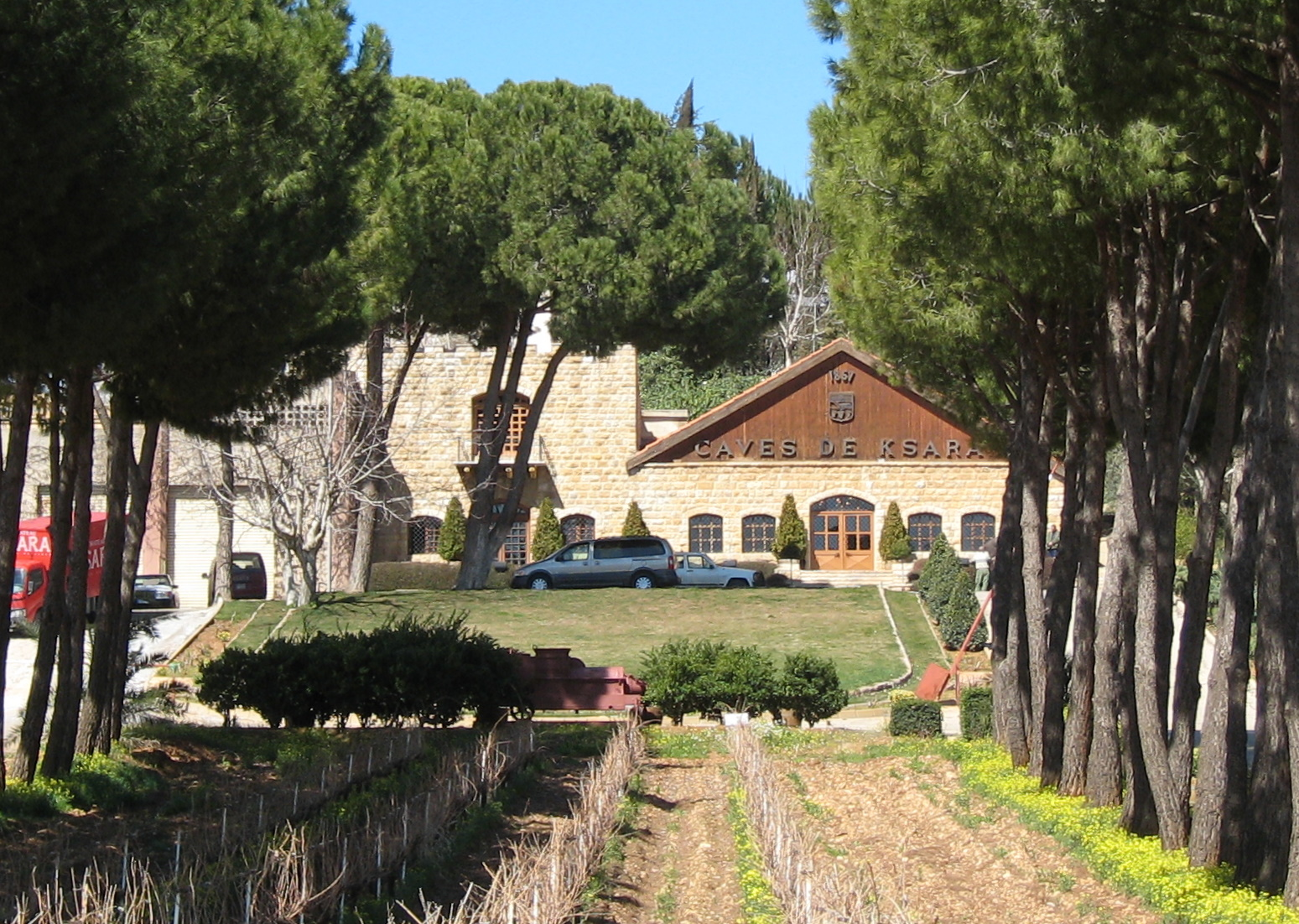
Les caves de Ksara

Le Liban actuel est un des tout premiers producteurs historique de vin de l'histoire.
Depuis des siècles, la région de Zahlé, au centre de la plaine de la Bekaa, est renommée pour la qualité de son raisin. Actuellement, une vingtaine de cépages y est exploitée.
La production est de huit millions de bouteilles par an.

## Historique

### Les légendes
Noé, dont la tombe se trouverait dans la mosquée de Kerak, à la sortie de Zahlé, dans la Bekaa, se serait arrêté sur le mont Sannine au Liban et y aurait planté la vigne.
Un des temples de Baalbek est dédié à Bacchus, le dieu romain du vin.

### Les faits
- Situé à l'intérieur du triangle formé par le Caucase (aujourd'hui l'Arménie et la Géorgie), la Mésopotamie (aujourd'hui l'Irak) et Israël, dans lequel les historiens situent la fabrication des premiers vins, autour de 6000 av. J.-C., le Liban est l'un des berceaux de la viticulture.
- Vers 3000 av. J.-C., les Phéniciens exportent leur vin, diffusant le vin libanais à travers le monde.
- La réputation du Liban pour ses vins commercialisés par les marchands vénitiens se poursuit dans le Moyen Âge.
- En 1517, quand le territoire de l'actuel Liban est absorbé par l'Empire ottoman, la vinification est interdite, sauf à des fins religieuses.
- En 1857, les missionnaires jésuites introduisent de l'Algérie, alors française, de nouvelles vignes et de nouvelles méthodes de production, jetant les bases de l'industrie du vin libanaise moderne.
- Entre les deux guerres mondiales, le protectorat français au Liban crée une demande sans précédent.
- En 1975, le Liban s'enfonce dans une guerre civile de 15 ans qui brise le développement du secteur vinicole.
- Avec la paix viennent de nouvelles opportunités et la croissance est sans précédent[1].

## Aujourd'hui
En raison de l’ancienneté de la culture de la vigne au Liban, estimée jusqu’à 6 000 ans av. J.-C., les cépages y sont innombrables, utilisés pour la production de raisin de table pour la plupart.
À notre époque, par contre, les principaux cépages utilisés pour la vinification sont revenus d’Occident vers l’Orient de leurs  origines, après des évolutions millénaires.
Ce sont le cabernet sauvignon, le carignan, le cinsault, le grenache noir, la syrah et le tempranillo pour le vin rouge.
Pour le vin blanc, il s’agit du chardonnay, de la clairette, du merwah et de l’obeidi (des cépages locaux surtout utilisés pour l’arak que l'on suppose être des clones locaux du chardonnay et du sémillon), du sauvignon blanc, de l’ugni blanc et du viognier.
Les vins du Liban sont à base de fruits gorgés de soleil, très concentrés et généreux.

### Les producteurs

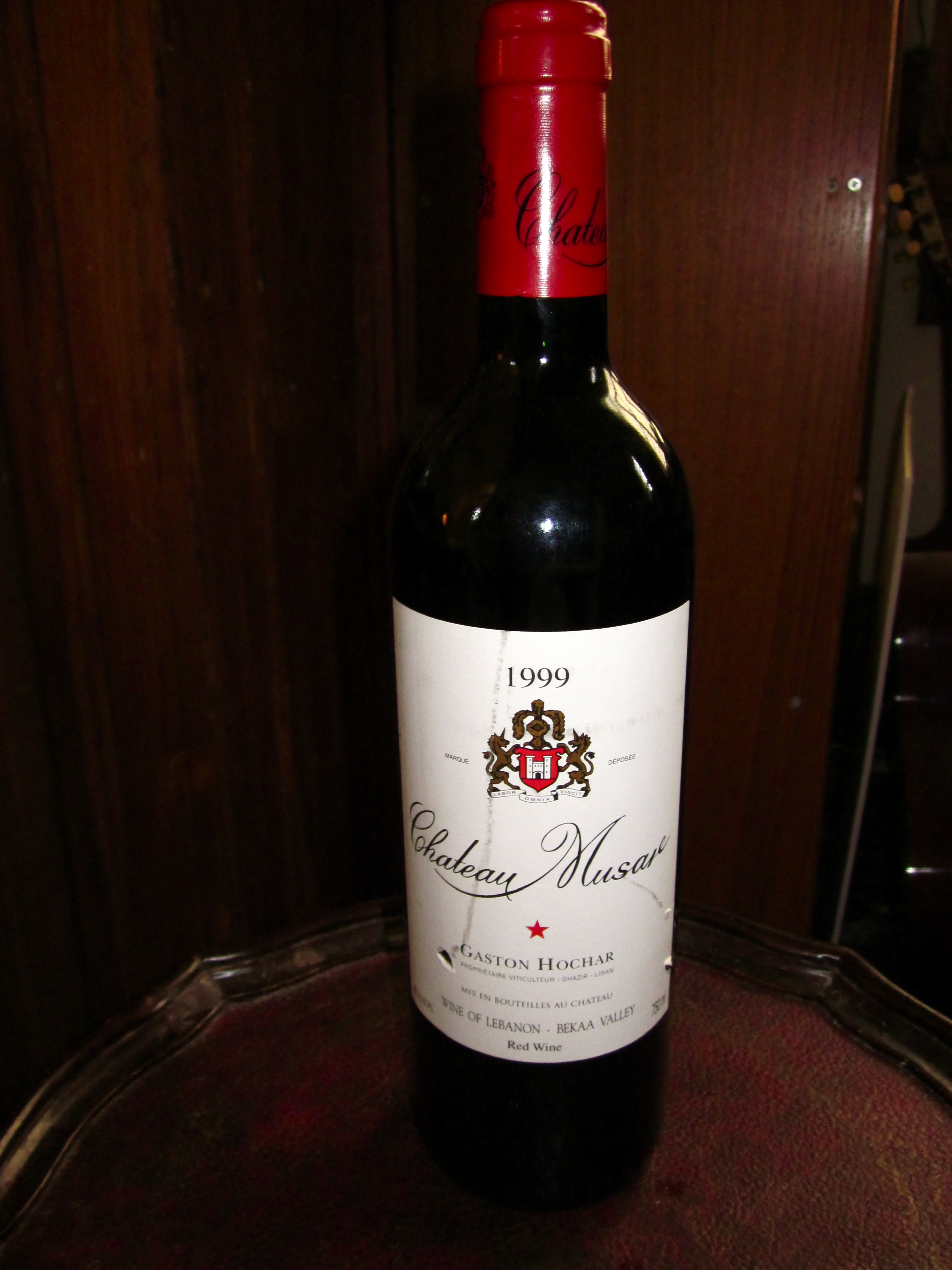
Château Musar, 1999

Sous l’Empire ottoman, la production de vin n’était autorisée que pour les besoins liturgiques et beaucoup de vignes furent arrachées. Après un long déclin. La production commerciale de vin commence à renaître dès le milieu du XIXe siècle.
Le plus ancien domaine est Château Ksara, fondé par les Pères Jésuites en 1857, posant ainsi les jalons de ce qui deviendra la production de vins modernes libanais. Rapidement s’est ajouté le Domaine des Tourelles fondé en 1868 par Pierre Eugène Le Brun, un Français établi au Liban. 
Plus tard vinrent d’autres domaines, dont celui de Château Musar, créé en 1930 par Gaston Hochar père et celui de Château Kefraya créé par Michel de Bustros dans les années 1950. Ces deux domaines acquièrent rapidement une renommée internationale.
Il faut ensuite attendre la fin de la guerre pour voir se développer de nouveaux petits domaines dont, en particulier, Château St Thomas, qui auparavant produisait de l’arak, la boisson nationale à base d’alcool de raisin et d’anis. 
Enfin, une troisième vague de producteurs possédants de petits vignobles se lancent  à partir des années 2000. En font partie, dès 1998, Cave Kouroum, puis Coteaux du Liban en 2000, Adyar (vin bio des monastères maronites) en 2003, Domaine de Baal (vin bio) en 2006, Château Oumsiyat (anciennement Château Victor) et deux des plus récents,Coteaux les Cèdres et Couvent Rouge, du nom du village où il est situé, (Deir El Ahmar).
Château Florentine, Domaine Wardy, Clos de Cana, Château Khoury, Coteaux de Botrys, Nakad sont également très connus. Actuellement, il existe une quarantaine de domaines viticoles au Liban qui, pour la plupart, produisent des vins de qualité destinés à des amateurs éclairés. 
Les vingt entreprises qui se partagent le secteur se sont réunies dans l’Union vinicole du Liban, structure interprofessionnelle qui gère le développement harmonieux de la production du vin. 
Certains producteurs ne font pas partie de cette association tel Château Marsyas fondé par la famille Saadé et dont le consultant est le célèbre bordelais Stéphane Derenoncourt. La famille est également propriétaire du vignoble syrien Domaine de Bargylus.
De nos jours, le Liban comprend environ 27 000 hectares de vignes mais seulement près de 3 000 ha de raisin de cuve. 35 % de la production sont exportés.
« Si la production de ce petit pays est confidentielle, elle est variée et de qualité ». (1000 vins du monde. Vinalies internationales, Paris, Hachette , 2006.)
Les deux plus gros producteurs représentent 40 % de la production de vin libanais, ils se trouvent dans la partie occidentale de la Bekaa, ce sont : 
- le Château Ksara avec 2,5 millions de bouteilles par an,
- le Château Kefraya avec 1,5 million de bouteilles par an.

En vingt ans le nombre de producteurs est passé de huit à une quarantaine aujourd'hui.

### L'exportation

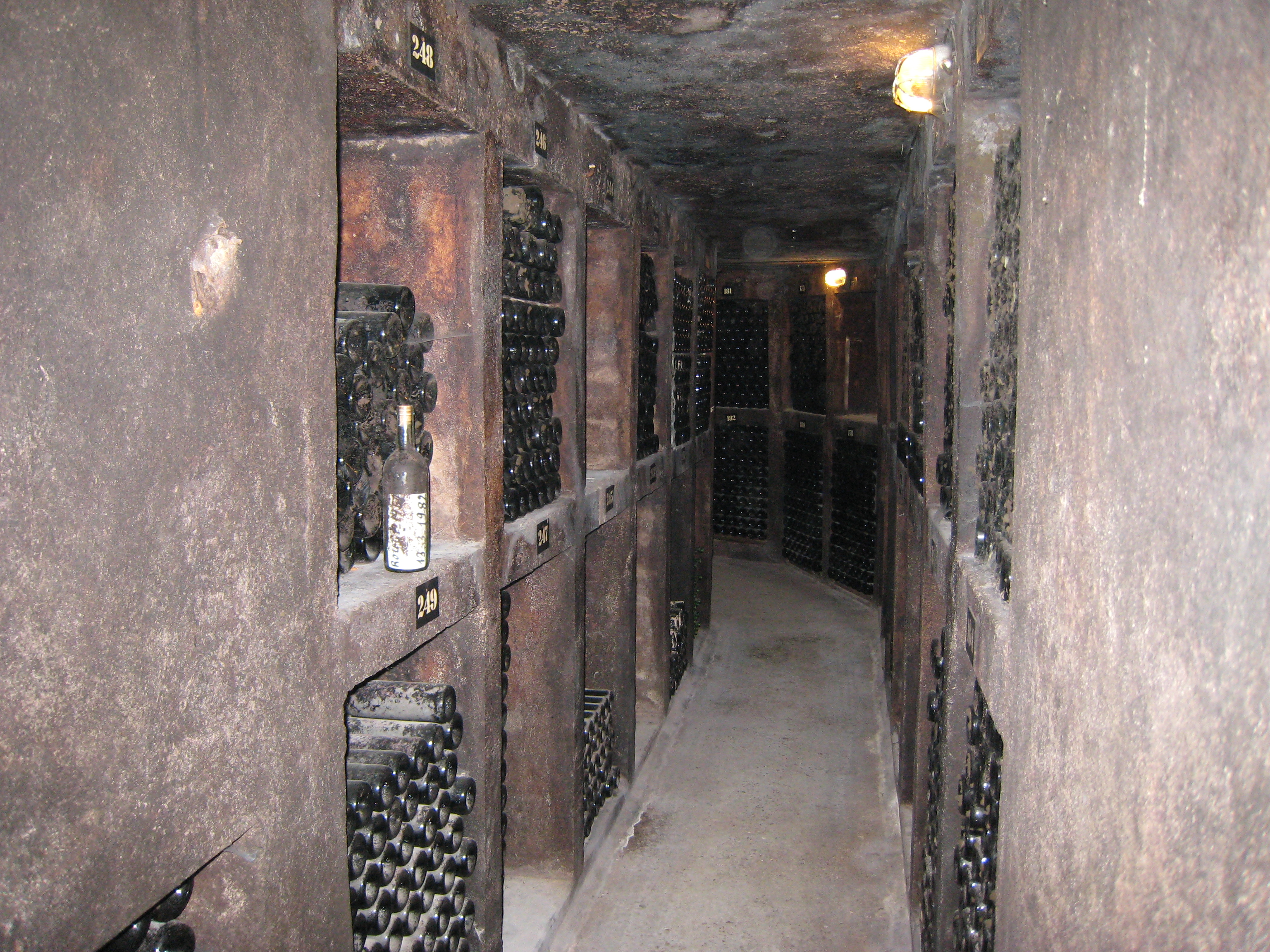
Cave de vieillissement en bouteilles

Une partie importante de la production est exportée. Alors que la production annuelle est de l'ordre de 25 millions de dollars, les exportations s'élèvent à 8 millions de dollars.
Le Liban exporte en Europe (y compris en Suisse), aux États-Unis, au Canada, au Brésil, en Australie, dans certains pays africains et dans les pays arabes. Le vin libanais a fait l’objet d’un article élogieux du Washington Post, à l’occasion de sa réintroduction définitive sur le marché américain.
Exemple : domaine Château Kefraya : en 1996, le Château Kefraya a produit 1,5 million de bouteilles par an, dont 40 % sont destinées à l'exportation, pour environ 3 M USD.
Serge Hochar, président de l'Institut National de la Vigne et du Vin (INVV), déclare : «il était donc très intéressant pour nous de combiner cette tradition avec un tourisme lié au vin. » Pour lui, « l’intérêt que porteront les touristes étrangers à ce projet ne fait pas de doute, surtout que la nourriture libanaise est de plus en plus connue et appréciée dans le monde ». Il insiste sur l’aspect pédagogique de la route des vins : « apprendre aux visiteurs à goûter le vin pour mieux comprendre et apprécier la culture de notre pays ».

### Vidéos
- [vidéo] « Le Liban » sur Voyage, 2003, 52 min.